# Supercupa Europei 2022
Supercupa Europei 2022 a fost cea de-a 47-a ediție din Supercupa Europei, un meci anual de fotbal organizat de UEFA și disputat de campionii în vigoare ai primelor două competiții europene de cluburi, UEFA Champions League și UEFA Europa League. Meciul a adus față în față câștigătorii UEFA Champions League 2021–22 și UEFA Europa League 2021–22. S-a jucat pe Stadionul Olimpic din Helsinki, Finlanda, pe 10 august 2022.

## Stadion
Stadionul Olimpic din Helsinki a fost selectat ca gazdă finală de către Comitetul Executiv al UEFA în timpul întâlnirii de la Amsterdam, Olanda, pe 2 martie 2020. Federația Albaneză de Fotbal a licitat și pentru ca meciul să fie găzduit la Tirana, dar și-a retras candidatura înainte de vot.
Meciul a fost prima finală a competiției UEFA pentru cluburi care a avut loc în Finlanda. Stadionul a fost anterior un loc pentru Campionatul European de Fotbal Feminin 2009, unde a găzduit patru meciuri din faza grupelor și finala.
Real Madrid a câștigat cu 2–0 și a cucerit trofeul pentru a cincea oară, egalând recordul deținut de Barcelona și Milan.